# Saint-Georges-sur-Layon

Saint-Georges-sur-Layon este o comună în departamentul Maine-et-Loire, Franța. În 2009 avea o populație de 769 de locuitori.